# Charles Venner
Pour les articles homonymes, voir Venner.
Charles Venner, né le 19 octobre 1890 à Bénévent-l'Abbaye dans le département de la Creuse, et mort le 25 juillet 1981 à La Celle-Saint-Cloud, est un architecte français, spécialiste de l'architecture religieuse.

## Biographie

### Famille
Il est le père de l'essayiste d'extrême droite Dominique Venner.

## Œuvres
Charles Venner a réalisé de nombreuses églises pour l'Œuvre des Chantiers du Cardinal, chapelles et écoles à Paris et en banlieue, à la demande du cardinal Jean Verdier. Œuvrant sur la base de plans et de motifs qu'il a élaborés de longue date, Venner va marquer de son style les églises parisiennes de la première moitié du XXe siècle. En effet, s'il utilise ce nouveau matériau qu'est le béton armé, il use aussi de matériaux contemporains, comme l'acier, ou traditionnels, comme la brique, qui sont moins onéreux que le béton. À l'instar du moine-architecte Dom Bellot, dont il ne parviendra pas à égaler la virtuosité, son style est massif renouant avec l'architecture épurée du Moyen Âge.
Son style s'affirme au travers de modules simples (nef unique, toits en bâtière) et par des matériaux (moellon de pierre ou brique). Une des grandes caractéristiques du style de Charles Venner est la façade ponctuée par un porche central surmonté du clocher sur lequel est accolée la sculpture du saint tutélaire de l'église. Ce dernier choix stylistique élaboré en 1932 pour le chantier de l'église Saint-Joseph à Villeneuve-la-Garenne sera repris lors des chantiers ultérieurs qui lui seront confiés : par exemple, en 1932, à l'église paroissiale Saint-Joseph de Villeneuve-la-Garenne ; en 1933, à l'église paroissiale Sainte-Odile d’Antony ; en 1934, à l'église paroissiale Saint-Joseph-des-Quatre-Routes à Asnières-sur-Seine ; en 1935, à l'église Saint-Jean-Baptiste du Plateau à Ivry-sur-Seine ; en 1936, à la chapelle Saint-Louis dite chapelle du Pont d’Ivry à Alfortville ; en 1937, à l'église paroissiale Sainte-Lucie d’Issy-les-Moulineaux.

### Constructions pour l'Œuvre des Chantiers du Cardinal
- 1921 : Église paroissiale Saint-François-d’Assise - Vanves (détruite en 1980[3])
- 1930 : Chapelle Sainte-Thérèse - Châtillon
- 1932 : Église paroissiale Saint-Joseph - Villeneuve-la-Garenne[4]
- 1933 : Église paroissiale Sainte-Odile d'Antony[5]
- 1933 : Église Saint-Charles des Ruffins (détruite) de Montreuil et groupe scolaire Charles-de-Foucault[4]
- 1933 : Chapelle Notre-Dame-de-la-Route - Asnières-sur-Seine
- 1933 : Chapelle Saint-Pierre - Boulogne-Billancourt
- 1933 : Chapelle Sainte-Solange des Bas-Pays - Romainville
- 1934 : Église paroissiale Saint-Joseph-des-Quatre-Routes - Asnières-sur-Seine[4]
- 1934 : Église de la cité jardin du Nouveau Logis - Orly[2]
- 1934 : Église paroissiale Sainte-Thérèse-de-l'Enfant-Jésus - Villejuif[4]
- 1935 : Église Saint-Jean-Baptiste du Plateau - Ivry-sur-Seine[4]
- 1935 : Chapelle Saint-Marcel à Vitry-sur-Seine[6],[4]
- 1936 : École catholique Saint-Gabriel - Bagneux[4]
- 1936 : Chapelle Saint-René - Bagneux
- 1936 : Chapelle Sainte-Bernadette - Nanterre
- 1936 : Chapelle Saint-Louis dite chapelle du Pont d’Ivry - Alfortville[4]
- 1937 : Église paroissiale Sainte-Lucie - Issy-les-Moulineaux[7]
- 1938 : Église du Cœur-Eucharistique-de-Jésus, 20e arrondissement de Paris
- 1939 : Église Saint-Joseph[réf. nécessaire] - Montrouge
- 1960 : Chapelle Notre-Dame-de-la-Reconnaissance à Pierrefitte-sur-Seine

### Autres constructions
- 1936 : école normale diocésaine d'instituteurs[8] - Bagneux
- 1951 : chapelle Notre-Dame de la Miséricorde - Nanterre

## Décoration
- Chevalier de l'ordre de l'Économie nationale (1954)[9]